# Jean Corbeil
Hon. Jean Corbeil, PC (* 7. Januar 1934 in Montreal, Québec; † 25. Juni 2002) war ein kanadischer Politiker der progressiv-konservativen Partei, der unter anderem zwischen 1988 und 1993 Mitglied des Unterhauses und im 24. kanadischen Kabinett zwischen 1989 und 1991 Arbeitsminister sowie von 1991 bis 1993 im 24. und 25. kanadischen Kabinett Verkehrsminister war.

## Leben
Jean Corbeil war als Versicherungsmakler, Entwicklungsberater und Kaufmann tätig. Seine politische Laufbahn begann er in der Kommunalpolitik und war zunächst zwischen 1973 und 1988 Bürgermeister von Anjou, eine bis zur Eingemeindung als eines von 19 Arrondissements der Stadt Montreal eigenständige Stadt. Bei der Unterhauswahl am 21. November 1988 wurde er im Wahlkreis Anjou–Rivière-des-Prairies mit 27.451 Stimmen zum Mitglied des Unterhauses gewählt. In dem von Premierminister Brian Mulroney gebildeten 24. kanadischen Kabinett übernahm er am 30. Januar 1989 von Pierre Cadieux den Posten als Arbeitsminister und behielt diesen bis zum 20. April 1991, woraufhin Marcel Danis ihn ablöste. Daneben war er zwischen dem 23. Februar 1990 und dem 20. April 1991 auch noch Staatsminister im Verkehrsministerium.
Im Zuge einer Kabinettsumbildung löste Corbeil am 21. April 1991 Douglas Lewis als Verkehrsminister ab und hatte dieses Amt bis vom 25. Juni bis zum 3. November 1993 auch im 25. kanadischen Kabinett von Premierministerin Kim Campbell inne. Bei der Unterhauswahl am 25. Oktober 1993 kandidierte er wieder im Wahlkreis Anjou–Rivière-des-Prairies, erlitt aber mit 7.066 Stimmen eine Wahlniederlage und verlor damit seinen Sitz im Unterhaus. Auch bei der darauf folgenden Unterhauswahl am 2. Juni 1997 bewarb er sich noch einmal im Wahlkreis Anjou–Rivière-des-Prairies für ein Mandat im Unterhaus. Er erhielt dieses Mal 9.405 Wählerstimmen, verpasste aber erneut den Wiedereinzug in das Unterhaus.